# بري (فلم)
بري (بالإنجليزية: Wild) هو فيلم مغامرة تم إنتاجه في الولايات المتحدة وصدر في سنة 2014. من بطولة ريس ويذرسبون ولورا ديرن.

## القصة
تدور أحداث الفيلم في إطار درامي اجتماعي حول يوميات فتاة تقرر بداية رحلة الـ 1100 ميل مشياً على الأقدام، وحدها، حيث أنها بعدما تم طلاقها مرة بعد مرة وبعد وفاة والدتها، وجدت نفسها محطمة نفسيا، منغلقة على حياتها وعلى أزمتها الشخصية، فقررت الشروع في هذة الرحلة لتستعيد نفسها كما كانت عليها.

## الممثلين والشخصيات
- مو مكراي، بدور جيمي [1]

## وصلات خارجية
- مقالات تستعمل روابط فنية بلا صلة مع ويكي بيانات

لا توجد روابط لمواقع التواصل الاجتماعي.